# Melvindale (Michigan)
Pour les articles homonymes, voir Melvindale.
Melvindale est une ville située dans l’État américain du Michigan, dans le comté de Wayne. Selon le recensement de 2000, la population est de 10 735 habitants.

## Démographie
| Groupe            | Melvindale | Michigan | États-Unis |
| ----------------- | ---------- | -------- | ---------- |
| Blancs            | 78,8       | 79,0     | 72,4       |
| Afro-Américains   | 11,3       | 14,2     | 12,6       |
| Autres            | 6,7        | 1,5      | 6,4        |
| Métis             | 3,9        | 2,3      | 2,9        |
| Asiatiques        | 0,8        | 2,4      | 4,8        |
| Amérindiens       | 0,7        | 0,6      | 0,9        |
| Total             | 100        | 100      | 100        |
|                   |            |          |            |
| Latino-Américains | 18,3       | 4,4      | 16,7       |

Selon l'American Community Survey pour la période 2010-2014, 77,07 % de la population âgée de plus de 5 ans déclare parler l'anglais à la maison, 10,41 % déclare parler l'espagnol, 8,87 % l'arabe, 2,59 % l'ourdou et 1,06 % une autre langue.